# Martin Schroyens
Pour les articles homonymes, voir Schroyens.
Martin Schroyens est un footballeur belge né le 16 février 1930 et mort le 26 novembre 2011.
Il a fait toute sa carrière au R Beerschot AC dans les années 1950.
Il a joué trois matches avec l'équipe de Belgique en 1952.

## Palmarès
- International en 1952 (3 sélections)
- premier match international: le 24 février 1952, Belgique-Italie, 2-0 (match amical)